# Deluxe Music
Deluxe Music est une chaîne de télévision musicale gratuite allemande diffusée par satellite et sur les réseaux câblés allemands lancée le 1er avril 2005.
Elle s'adresse à un public adulte âgé de 25 à 55 ans et diffuse sous forme de clips de la musique des années 1960 à aujourd'hui et accorde une place importante à la musique lounge.
En février 2023, sont lancés des déclinaisons : Deluxe Lounge, DLX Rock, DLX Flashback, DLX Dance et DLX Rap.

## Animateurs
- Jennifer Weist : Update Deluxe
- Markus Kavka : Kavka Deluxe